# متين أصلان
متين أصلان (بالتركية: Metin Aslan)‏ هو لاعب كرة قدم تركي في مركز قلب الدفاع، ولد في 4 مارس 1978 في لينتس في النمسا. لعب مع ألانيا سبور وأنطاليا سبور وأوسكو باشينغ ومانيساسبور ونادي كارنتين.

## وصلات خارجية
- متين أصلان على موقع اتحاد تركيا (لاعب) (الإنجليزية)
- متين أصلان على موقع قاعدة بيانات كرة القدم.إي يو (الإنجليزية)